# Basil Dickinson

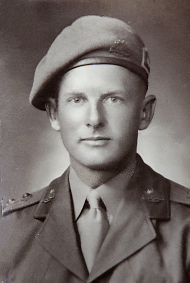
Fotografía de Basil Dickinson alrededor de 1940

Juan Basilio Charles Dickinson (25 de abril de 1915 - 7 de octubre de 2013) fue un atleta australiano que compitió en los Juegos Olímpicos de Verano 1936 en Berlín.
Nacido en Queanbeyan, y asistió a Sydney Boys High School, donde se graduó en 1932. Representó ha Australia en triple salto en los Juegos Olímpicos de 1936, terminando decimosexto.
En los Juegos de 1938 en Empire ganó medallas de bronce tanto en salto de longitud y triple salto.
Dickinson fue oficial en los Juegos Olímpicos de Verano 1956 en Melbourne.
Después de la muerte de Bill Roycroft el 29 de mayo de 2011, Dickinson fue reconocido como el sobreviviente olímpico más antiguo de Australia, y como el último superviviente del equipo olímpico de Australia de 1936.
Dickinson murió el 7 de octubre de 2013, a los 98 años de edad.